# Nathan Dane
Pour les articles homonymes, voir Dane.
Nathan Dane (né le 29 décembre 1752 – mort le 15 février 1835) est un juriste et homme d’État américain. Il représente le Massachusetts au Congrès continental de 1785 à 1788. Pendant son mandat, il contribue à la rédaction de l’Ordonnance du Nord-Ouest et propose un amendement interdisant l’esclavage dans le territoire du Nord-Ouest.
Au cours de sa carrière, il siège à la Chambre des représentants du Massachusetts ainsi qu’au Sénat de l’État. Il rédige également un traité en plusieurs volumes couvrant l’ensemble du droit américain, dont les revenus lui permettent de participer au financement de la création de la faculté de droit de l’université Harvard.